# NGC 4819
NGC 4819 је спирална галаксија у сазвежђу Береникина коса која се налази на NGC листи објеката дубоког неба.
Деклинација објекта је + 26° 59' 13" а ректасцензија 12h 56m 28,0s. Привидна величина (магнитуда) објекта NGC 4819 износи 13,2 а фотографска магнитуда 14,1. NGC 4819 је још познат и под ознакама UGC 8060, MCG 5-31-14, CGCG 160-25, PGC 44144.